# Église Saint-Sauveur de Rochechouart
L'église Saint-Sauveur de Rochechouart est une église française à Rochechouart, dans la Haute-Vienne. C'est un monument historique inscrit depuis le 2 novembre 1979.
Elle est également le lieu principal des messes durant les ostentions limousines qui ont lieu tous les sept ans au sein de la ville de Rochechouart.

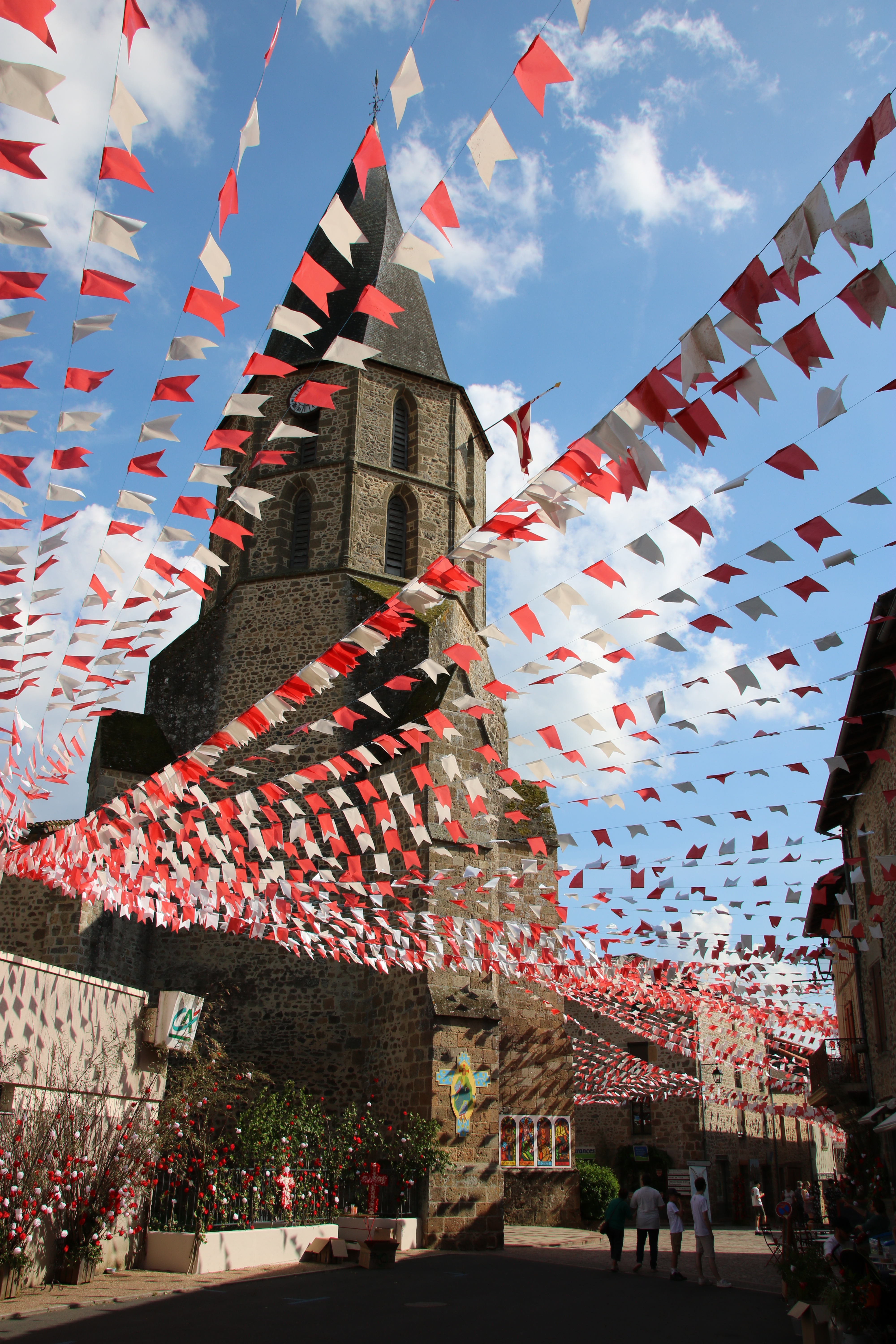
Église de Saint-Sauveur durant les ostentions de 2023